# Margarete Pauls
Margarete Pauls (* 1950) ist eine deutsche Maschinenbauingenieurin und Wissenschaftsjournalistin. Sie ist eine Pionierin der zweiten Welle der Frauenbewegung und setzt sich für eine Stärkung von Frauen in technischen und naturwissenschaftlichen Berufen ein. Sie war eine der Gründerinnen des Kongresses von Frauen in Naturwissenschaft und Technik (FiNuT) und Obfrau des Ausschusses Frauen im Ingenieurberuf im Verein Deutscher Ingenieure (VDI).

## Biografie

### Werdegang
Margarete Pauls besuchte das staatliche Hilda-Gymnasium in Koblenz, damals ein Mädchengymnasium. Sie studierte von 1970 bis 1977 an der RWTH Aachen Maschinenbau, da sie schon immer technikbegeistert war. Ihr Vater und zwei ältere Brüder haben sich ebenfalls zu Maschinenbauingenieuren ausbilden lassen. Das Anwendungsgebiet Meerestechnik wählte sie, da sie seit der Kindheit vom Meer fasziniert war.
Nach dem Studium arbeitete Pauls in der Zeit zwischen 1977 und 1979 am Hochschuldidaktischen Zentrum der RWTH als wissenschaftliche Mitarbeiterin. In den Jahren 1979 bis 1991 war sie freiberuflich als Beraterin in der Hochschuldidaktik und Erwachsenenbildung sowie als Wissenschaftsjournalistin tätig. Für das Alfred-Wegener-Institut Helmholtz-Zentrum für Polar- und Meeresforschung war sie von 1991 bis 2016 tätig. Sie war dort Pressesprecherin, baute die Abteilung Kommunikation und Medien auf und leitete diese bis 2011. Danach war sie von 2011 bis 2016 Leiterin der Stabsstelle Strategische Information. Seither befindet sie sich im Ruhestand, arbeitet aber wieder freiberuflich als Journalistin.

### Engagement
Während ihres Studiums in Aachen engagierte sich Pauls in der Frauenbewegung. Sie war am Aufbau des Frauenzentrums Aachen beteiligt.
Vor dem Hintergrund ihres Status als Frau und damit als Exotin im technischen Studiengang und dem Wunsch nach Auseinandersetzung über die gesellschaftlichen Technikfolgen fanden Margarete Pauls und ihre Kolleginnen aus den naturwissenschaftlich-technischen Bereichen wenig Anklang im Kreis der aktiven Frauen im Frauenzentrum. Die Gruppe war nicht mehr bereit, Diskriminierungen als Technikfrau als persönliches Problem hinzunehmen und suchten nach Wegen, sich breiter aufzustellen. Pauls, Christiane Erlemann (Stadtplanung) und Titi Janson (Physik) initiierten deshalb 1976 mit weiteren Frauen aus den Bereichen Chemie, Elektrotechnik und Bauingenieurwesen Erfahrungsberichte aus Studium und Beruf in der Frauenzeitung, die ab 1973 von verschiedenen Frauenzentren herausgegeben wurde. An der Hochschule gründeten sie die Gruppe Feminismus und Ökologie zur kritischen Auseinandersetzung mit naturwissenschaftlich–technischen Inhalten.

„Aus dem zu schließen, was sich in der letzten Zeit in der Frauenbewegung tut, müßte es eine Menge Frauen geben, die dasselbe wollen wie wir! Doch noch sind wir verstreut und vereinzelt. Deshalb schlagen wir vor: ein bundesweites Treffen! (...) Wir halten es (...) für wichtig, uns alle mal unter dem gemeinsamen Thema unserer naturwissenschaftlichen und technischen Ausbildung zusammenzufinden.“

Die Gruppe beteiligte sich am Protest gegen das Kernkraftwerk Brokdorf. Die Veröffentlichung eines in diesem Zusammenhang entstandenen Referates erweiterte die Kontakte zu Frauen im gesamten damaligen Bundesgebiet, auch zu naturwissenschaftlich–technisch arbeitenden Frauen. Pauls und Erlemann luden daraufhin 1977 zu dem ersten nationalen Treffen von Frauen in naturwissenschaftlichen und technischen Berufen und Studiengängen nach Aachen ein. Daraus entstand mit dem Kongress von Frauen in Naturwissenschaft und Technik (FiNuT) ein regelmäßiger, autonom organisierter Austausch im deutschsprachigen Raum.
Margarete Pauls war von 1982 bis 1992 Obfrau des Ausschusses Frauen im Ingenieurberuf (FIB) im VDI. Dieser Ausschuss war ursprünglich in den 1960er Jahren aktiv und 1969 aufgelöst worden. In den 60ern gehörten ihm Ingenieure und Ingenieurinnen an, die um 1920/30 studiert hatten, sowie Vertreter des Arbeitsamtes, von Hochschulen, aus Industrie und Gewerkschaften. Bei der Neubelebung ab 1982 waren engagierte Frauen wie Pauls und Moniko Greif berufspolitisch aktiv, nutzten den politisch einflussreichen VDI als Sprachrohr und gründeten zahlreiche regionale Arbeitskreise sowie Veranstaltungen auf den Deutschen Ingenieurtagen.
Unter dem Motto Frau + Technik präsentierten sich der Deutsche Akademikerinnenbund e.V. (DAB), der Deutsche Ingenieurinnenbund e.V. (dib), der Ausschuss Frauen im Ingenieurberuf im VDI und der Arbeitskreis Elektroingenieurinnen des Verbandes Deutscher Elektrotechniker (VDE) auf der Industriemesse in Hannover 1988, 1989 und 1990. Kompetenz und Engagement der Frauen sollte sichtbar gemacht werden und junge Frauen sollten für Berufe mit Zukunft angeworben werden. Das Projekt erzeugte ein großes Medieninteresse. Prominente Besucher, wie Helmut Kohl, Rita Süssmuth, Birgit Breuel, verschiedene Landesminister, der damalige Präsident der Bundesanstalt für Arbeit und hochrangige Industrievertreter interessierten sich. Zur Kerngruppe der ca. 50 beteiligten Frauen gehörten Margarete Pauls, Karin Diegelmann, Kristin Eppmann, Maren Heinzerling, Barbara Leyendecker, Jutta Saatweber, Chris Schuth und Birgit Zich. Anlässlich des 30. Jubiläums des Standes auf der Hannover Messe lud 2019 das Kompetenzzentrum Technik-Diversity-Chancengleichheit zu einem Talk auf der WomenPower mit Margarete Pauls, Birgit Zich, Christine Hennig und Senta Pietschmann ein.
Pauls ist Mitglied des Arbeitskreises MINT–Mütter, der sich zum Ziel gesetzt hat, die Geschichte der naturwissenschaftlich-technischen Frauenbewegung sichtbar zu machen.

## Auszeichnungen
- Ehrenplakette des VDI: Ausgezeichnet für die Arbeit im VDI-Ausschusses Frauen im Ingenieurberuf und den Aufbau der Regionalstruktur[1]

## Schriften
- Zur Situation der Studentinnen in den Natur- und Ingenieurwissenschaften. In: Sigrid Metz-Göckel (Hrsg.): Frauenstudium. Zur alternativen Wissenschaftsaneignung von Frauen. Hamburg, 1979, S. 99–114.
- mit Mechthild Immenkötte (Hrsg.): Frauen im Ingenieurberuf. Tagungsbericht, VDI-Verlag, 1985.[9]
- Frauen macht Technik! Frauen – Macht – Technik. In: Koryphäe – Medium für feministische Naturwissenschaft und Technik, Nr. 38, Nov. 2005.
- mit Kira Stein: Das Treffen „Frauen in Naturwissenschaft und Technik (FiNuT)“ – Der Anfang der naturwissenschaftlich-technischen Frauenbewegung in (West)Deutschland, in: Die Ingenieurin, Magazin für Frauen in Technischen Berufen, Nr. 129, Juli 2019, S. 5–9. ISSN 1868-1859
- mit Kira Stein: Berufsvorbilder (Role Models) für technische Studiengänge seit ca. 1980 bis heute, in: Die Ingenieurin, Magazin für Frauen in Technischen Berufen, Nr. 129, Juli 2019, S. 5–9. ISSN 1868-1859